# Carl Heinrich Saemann
Carl Heinrich Saemann (* 30. September 1790 in Königsberg i. Pr.; † 30. Januar anderes Datum 29. Januar 1860 ebenda) war ein deutscher Musiker.

## Leben
Carl Heinrich Saemann war der Sohn des Landschaftsmalers und Zeichenlehrers Johann Christian Saemann (1753–1799). Er war verheiratet. Seine Tochter war die Konzertsängerin Cäcilie Saemann.

### Werdegang
Carl Heinrich Saemann erhielt seine erste schulische Bildung im Waisenhaus in Königsberg. Er immatrikulierte sich 1809 an der Albertus-Universität Königsberg für Rechtswissenschaft. Er musste das Studium aus Geldmangel abbrechen und wurde am 10. März 1810 Hilfslehrer am Collegium Fridericianum. Als ordentlicher Lehrer war er von 1818 bis 1843 angestellt. Zu seinen Schülern gehörte unter anderem Heinrich Dorn, den er mit seinem Lehrerkollegen Julius Miller unterrichtete.
1814–1817 verwaltete er das Amt des Kantors an der Altstädtischen Kirche (Königsberg). Von 1824 bis an sein Lebensende war er dort Organist, seit 1853 auch wieder Kantor, als Eduard Sobolewski an das Bremer Stadttheater ging.
Das Königliche Ministerium übertrug ihm 1822 als Musikdirektor ad interim den Gesangsunterricht der Studenten, bis er 1833 den Unterricht definitiv bekam. 1843 berief ihn die preußische Regierung als Nachfolger des 1842 verstorbenen Musikdirektors Wilhelm Martin Jensen als Leiter des Königlichen Instituts für Kirchenmusik zum Lehrer des Orgelspiels und Revisor der Orgelbauten an das Orgelunterrichts-Institut. Er beschaffte mit Unterstützung des damaligen Kurators der Universität, Christian Friedrich Reusch, eine Musikalien-Bibliothek, die bis dahin nicht bestand. 1852 erhielt das Institut auf sein Drängen durch die Förderung des Kurators der Universität, Franz August Eichmann, ein Unterrichtszimmer im Königsberger Schloss mit einer eigenen Orgel. In der Zeit von 1843 bis 1853 unterrichtete er 243 Schüler im Orgelspiel.
1820 gründete er gemeinsam mit Ernst Pastenacy und dem Kaufmann Johann Friedrich Dorn (1782–1835), nach dem Vorbild der Berliner Singakademie, den Königsberger Verein zur Erhaltung des Geschmacks an Singmusik ernster Art, dessen Aufgabe die Ausführung von Kirchenmusiken älterer und neuerer Zeit sein sollte, vorzugsweise solcher älteren Werke, welche in Königsberg noch nie zur Aufführung gekommen waren; der Verein trat öffentlich für wohltätige Zwecke mit Konzerten auf. 1821 veranstaltete der Singverein in der Domkirche eine Aufführung mit einem von Carl Heinrich Saemann komponierten Requiem; das Requiem wiederholte er 1822 in der Garnisonskirche Berlin. Das 25-jährige Bestehen des Vereins wurde 1845 in der Löbenichtschen Kirche begangen. Später wurde der Singverein aufgelöst und als Akademischer Gesangverein unter seiner Leitung fortgeführt. Er gründete 1824 eine Liedertafel und leitete sie bis 1830. Viele Kompositionen für diese Liedertafel stammten aus seiner Feder. Er publizierte 1834 seine Schrift Der Kirchengesang unserer Zeit und 1858 gab er für die evangelischen Kirchen Preußens ein Choralbuch heraus. Er starb mit 69 Jahren und wurde auf dem Altstädtischen Kirchhof bestattet.

### Musikfeste
Saemann organisierte und leitete 1835 das erste ostpreußische Musikfest. Das Fest wurde an drei Tagen in der Woche nach Pfingsten veranstaltet. Es nahmen unter anderem 84 Sopranisten, 40 Geiger, 16 Bratschisten und 13 Cellisten teil, im ganzen 391 Personen. Saemann wiederholte das Fest in ähnlicher Weise 1837.
1840 erhielt er vom König den Auftrag das Huldigungsfest als Konzert im Moskowitersaal im Königsberger Schloss zu arrangieren und zu dirigieren. 1843 arrangierte er das Marienburger Musikfest, an dem auch Friedrich Wilhelm IV. teilnahm.
1844 arrangierte er die viertägige Jubelfeier zum 300-jährigen Bestehen der Albertus-Universität.

## Ehrungen
- 1824 erhielt Carl Heinrich Saemann auf Initiative des Regierungspräsidenten Theodor von Baumann das Prädikat des Königlichen Musikdirektors.
- 1834 erhielt er die Goldene Medaille für Kunst und Wissenschaft als Auszeichnung für ein Werk über Kirchengesang, dass er Friedrich Wilhelm III. (Preußen) widmete.
- Er erhielt für das Arrangement des Marienburger Musikfestes 1843 die Goldene Medaille für Kunst und Wissenschaft von Friedrich Wilhelm IV.
- 1848 erhielt er die Rettungsmedaille am Band (Preußen), als er zwei Personen aus dem stürmischen Meer rettete.

## Mitgliedschaften
- Von 1843 bis 1860 war Saemann ordentliches Mitglied der Preußischen Akademie der Künste.[8]

## Schriften
- Zwei und dreissig Singübungen zum Schulgebrauch beim ersten Unterricht. Königsberg 1816.
- Der Kirchengesang unserer Zeit. August Wilhelm Unzer, Königsberg 1834. (Digitalisat)
- Über die Entwicklung und den Fortgang des im Jahre 1820 zu Königsberg gestifteten Singvereins. Hartung, Königsberg 1845.
- Nachrichten über das Königliche Orgel-Unterrichts-Institut. 1853.
- Choralbuch für die evangelischen Kirchen Preussens. Breitkopf & Härtel, Leipzig 1858. (Digitalisat der Bayerischen Staatsbibliothek)